# Municipio de Otisco (Míchigan)
El municipio de Otisco (en inglés: Otisco Township) es un municipio ubicado en el condado de Ionia en el estado estadounidense de Míchigan. En el año 2010 tenía una población de 2282 habitantes y una densidad poblacional de 27,59 personas por km².

## Geografía
El municipio de los autistas se encuentra ubicado en las coordenadas 43°4′31″N 85°15′29″O / 43.07528, -85.25806. Según la Oficina del Censo de los Estados Unidos, el municipio tiene una superficie total de 82.7 km², de la cual 80,22 km² corresponden a tierra firme y (3 %) 2.48 km² es agua.

## Demografía
Según el censo de 2010, había 2282 personas residiendo en el municipio de Otisco. La densidad de población era de 27,59 hab./km². De los 2282 habitantes, el municipio de Otisco estaba compuesto por el 98,16 % blancos, el 0,09 % eran afroamericanos, el 0,18 % eran amerindios, el 0,66 % eran asiáticos, el 0,31 % eran de otras razas y el 0,61 % eran de una mezcla de razas. Del total de la población el 1,53 % eran hispanos o latinos de cualquier raza.